# جوردن سيمبسون
جوردن سيمبسون (بالإنجليزية: Jordan Simpson)‏ (28 أغسطس 1985 بسيدني في أستراليا - ) هو لاعب كرة قدم أسترالي في مركز الوسط. شارك مع منتخب أستراليا الوطني لكرة القدم تحت 23 سنة. أما مع النوادي، فقد لعب مع سيدني تايغرز ونادي برث غلوري ونادي بريزبان رور ونادي سيدني أوليمبيك ونادي يانغ بويز وBankstown City FC ‏ ونادي بلاكتاون سيتي وBlacktown Spartans FC ‏ وBonnyrigg White Eagles FC ‏ وFF Jaro ‏ وSutherland Sharks FC ‏.

## وصلات خارجية
- جوردن سيمبسون على موقع قاعدة بيانات كرة القدم.إي يو (الإنجليزية)
- جوردن سيمبسون على موقع عالم كرة القدم.نت (الإنجليزية)